# Seznam poslanců Malty (1998–2003)
Seznam poslanců Malty v 9. Volebním období po získání nezávislosti tj. volební období 1998–2003.
| Jméno                     | Strana | Volební okresek | Poznámky                            |
| ------------------------- | ------ | --------------- | ----------------------------------- |
| Anthony Abela             | PN     | 12              |                                     |
| Carmelo Abela             | MLP    | 3               |                                     |
| Christopher Agius         | MLP    | 2               |                                     |
| Francis Agius             | PN     | 3               |                                     |
| Michael Asciak            | PN     | 8               |                                     |
| John Attard Montalto      | MLP    | 6               |                                     |
| Frederick Azzopardi       | PN     | 13              |                                     |
| Jason Azzopardi           | PN     | 4               |                                     |
| Evarist Bartolo           | MLP    | 12              |                                     |
| Josef Bonnici             | PN     | 8               |                                     |
| Michael Bonnici           | PN     | 7               |                                     |
| Carmelo Borg              | MLP    | 13              |                                     |
| Joe Borg                  | PN     | 9               |                                     |
| Tonio Borg                | PN     | 8               |                                     |
| Leo Brincat               | MLP    | 9               |                                     |
| Charles Buhagiar          | MLP    | 7               |                                     |
| Louis Buhagiar            | MLP    | 5               |                                     |
| Christopher Cardona       | MLP    | 8               |                                     |
| Karl Chircop              | MLP    | 4               |                                     |
| Joe Cilia                 | MLP    | 4               |                                     |
| Marie Louise Coleiro      | MLP    | 6               |                                     |
| Dolores Cristina          | PN     | 10              |                                     |
| Joseph Cuschieri          | MLP    | 10              |                                     |
| Helena Dalli              | MLP    | 3               |                                     |
| John Dalli                | PN     | 6               |                                     |
| Helen D'Amato             | PN     | 5               |                                     |
| Guido De Marco            | PN     | 10              | odstoupil; nástupce Frendo, Michael |
| Joe Debono Grech          | MLP    | 8               |                                     |
| Giovanna Debono           | PN     | 13              |                                     |
| Louis Deguara             | PN     | 11              |                                     |
| Angelo Farrugia           | MLP    | 11              |                                     |
| Jean Pierre Farrugia      | PN     | 1               |                                     |
| Michael Farrugia          | MLP    | 11              |                                     |
| Noel Farrugia             | MLP    | 12              |                                     |
| Eddie Fenech Adami        | PN     | 11              |                                     |
| Victor Galea Pace         | PN     | 13              |                                     |
| Censu Galea               | PN     | 12              |                                     |
| Louis Galea               | PN     | 7               |                                     |
| Mario Galea               | PN     | 3               |                                     |
| Austin Gatt               | PN     | 1               |                                     |
| Lawrence Gonzi            | PN     | 2               |                                     |
| Gavin Gulia               | MLP    | 7               |                                     |
| Jose Herrera              | MLP    | 1               |                                     |
| George Mario Hyzler       | PN     | 6               |                                     |
| Rita Law                  | MLP    | 2               |                                     |
| Charles Mangion           | MLP    | 6               |                                     |
| Antoine Mifsud Bonnici    | PN     | 1               |                                     |
| Carmelo Mifsud Bonnici    | PN     | 2               |                                     |
| Joe Mizzi                 | MLP    | 2               |                                     |
| Jesmond Mugliett          | PN     | 4               |                                     |
| Claude Muscat             | PN     | 12              |                                     |
| Silvio Parnis             | MLP    | 4               |                                     |
| Jeffrey Pullicino Orlando | PN     | 7               |                                     |
| George Pullicino          | PN     | 10              |                                     |
| Anton Refalo              | MLP    | 13              |                                     |
| Michael A. Refalo         | PN     | 10              |                                     |
| Joseph M. Sammut          | MLP    | 5               |                                     |
| Alfred Sant               | MLP    | 1               |                                     |
| Adrian Vassallo           | MLP    | 9               |                                     |
| Edwin Vassallo            | PN     | 11              |                                     |
| George Vella              | MLP    | 3               |                                     |
| John Vella                | PN     | 9               |                                     |
| Karmenu Vella             | MLP    | 5               |                                     |
| Francis Zammit Dimech     | PN     | 9               |                                     |
| Ninu Zammit               | PN     | 5               |                                     |